# 암보이나 사건

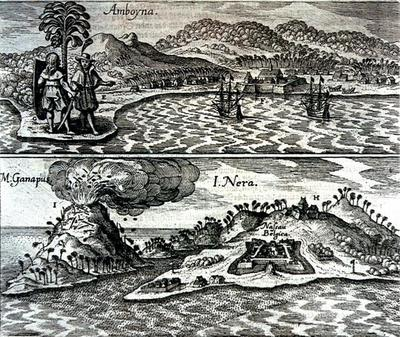
암보이나의 네덜란드와 잉글랜드의 거주지 (위)와 반다네이라 (아래), 1655년 판화

암보이나 사건(네덜란드어: Ambonse Moord, 영어: Amboyna Massacre)은 1623년에 네덜란드령 동인도(현 인도네시아) 말루쿠 제도의 암보이나섬(암본섬)에 있는 잉글랜드의 길드 사무소를 네덜란드가 습격해 길드 사무소 직원을 모두 살해한 사건이다. 암본 사건 또는 암보이나 학살이라고 불린다. 이로 인해 잉글랜드의 향신료 무역은 좌절되었고, 네덜란드는 섬의 이익을 독점했다. 동남아시아에서 철수한 잉글랜드는 인도에 화살을 조준하게 되었다.
이 사건은 향신료 무역을 둘러싼 영국 동인도 회사와 네덜란드 공화국 간의 치열한 경쟁의 결과였으며, 17세기 후반까지 두 나라의 긴장 관계의 근원으로 남았다.

## 배경
암보이나섬은 말루쿠 제도 남쪽 스람섬의 남서쪽에 위치한 섬으로, 정향 등의 향료를 생산하는 것으로 알려져 있다. 당시 유럽에서 비싸게 거래되던 이 향신료를 구하기 위해 이 섬에 진출을 시도하는 나라가 잇따랐다.
1512년에 포르투갈인들이 최초로 진출한 이래, 암보이나섬의 향료는 포르투갈이 독점했다. 그러나 1599년에 네덜란드인들이 무역을 통해 진출한 이래, 1605년 2월 스티븐 반 데르 하겐이 무혈로 뉴빅토리아 요새를 점령하고, 지배권을 확립했다. 반면 잉글랜드도 1615년에 진출하여 향료 무역을 하면서 치열하게 경쟁했다.
사태를 수습하기 위해 영란 양국 정부는 1619년 런던에서 방위조약(Treaty of Defence)을 체결하고, 아래의 사항을 서로 확인했다.
- 향료 무역은 향후 양국이 공동으로 실시하며, 이익 분배에 있어서 네덜란드 기득권을 존중하고 3분의 2를 네덜란드에, 나머지 잉글랜드가 얻는다.
- 그동안 양국이 점령한 지역의 영유권은 그대로 간직되지만, 향후 정복한 땅은 양국에서 절반씩 나눈다.

그러나 네덜란드 현지 당국은 이 협정을 무시하고 거래를 했고, 격노한 영국인은 바타비아의 네덜란드를 내쫓는다. 양자의 갈등과 대립은 전혀 나아질 기미가 없었다.

## 사건
이 조약에도 불구하고 두 회사는 긴장 관계를 유지하고 있었다. 양 당사자는 거래하던 현지의 통치자들과의 관계를 맺고 서로를 깎아내리기 위해 나쁜 믿음, 조약 의무 불이행, 비열한 시도를 포함하여 서로 수많은 불평을 했다. 암보이나 지역에서, 지방 네덜란드 동인도 회사 총독인 헤르만 반 스페울트는 1622년 후반에 충성의 대상을 스페인으로 바꾸려고 하는 트르나테 술탄과 분쟁을 겪었다. 반 스페울트는 잉글랜드가 이런 문제를 비밀스럽게 야기했다고 의심했다.
그 결과, 암보이나의 네덜란드인들은 무역소를 그들과 공유하고 있는 잉글랜드 무역상을 의심하게 되었다. 이러한 막연한 의심은 1623년 2월 일본인 용병 중 하나인 로닌(또는 네덜란드 동인도 회사가 고용한 주인없는 사무라이)이 빅토리아 요새의 방어 감시의 현장에서 붙잡히면서 확고해졌다. 고문으로 심문을 하자, 그 군인은 다른 일본 용병과 요새를 점거하고 총독을 암살하려 했다는 음모를 고백했다. 그는 또한 음모를 꾸민 일원으로 잉글랜드인 수장인 가브리엘 토어슨을 연루시켰다. 그 후 토어슨과 암보이나와 인접한 섬의 다른 잉글랜드인 직원이 체포되어 심문을 받았다. 전부는 아니지만 대부분의 경우 심문을 당하면서 고문을 당했다. 고문은 머리 위에 천을 덮고 물을 끼얹어 질식시키는 방식의 물고문이 행해졌다. (오늘 날에는 워터보딩이라고 불린다.) 이것은 당시 네덜란드 동인도 회사에서 행해지던 통상적인 수사 고문이었다. 네덜란드의 재판 기록에 따르면 대부분의 용의자는 고문 여부에 상관없이 유죄로 판결났다. 고소된 혐의가 반역이었기 때문에, 자백을 한 자들(자백은 로마 네덜란드 법률에 따라 유죄 판결을 위해 필요했다)은 암보이나의 네덜란드 동인도 회사 총독과 협의회로 구성된 법원에 의해 사형을 선고 받았다. 그러나 잉글랜드인 4명과 일본인 2명은 사면되었다. 결과적으로 10명의 잉글랜드인, 9명의 일본인*과 1명의 포르투갈인(네덜란드 동인도 회사에 고용되었던)이 참수를 당했다. 1623년 3월 9일에 그들은 참수를 당했고, 잉글랜드인 수장인 가브리엘 토어슨의 머리는 모두가 볼 수 있게 기둥에 찔려 세워졌다. 이 사건은 양국 정부가 수년간 추구해 온 목표였던 이 지역에서의 영국 - 네덜란드 협력에 대한 희망을 끝장냈으며, 동인도 제도에서 네덜란드의 지배력의 시작을 알렸다.  
- * 이중 한명의 이름이 Thome Corea로서 한국계라는 주장이 있다(Lucio De Sousa, (2018) : "The Portuguese Slave Trade in Early Modern Japan : Merchants, Jesuits and Korean Slaves", p. 131)

## 결과
이 사건은 이내 잉글랜드 본국에 전달되었고, 양국 간에 진행하고 있던 동인도 회사의 합병 협상은 결렬되면서, 결국 외교 문제로까지 발전했다. 사건 발생 31년이 지난 1654년 네덜란드가 8만 5000 파운드의 배상금을 지불하는 것으로 결론을 내렸다.
이 사건을 계기로 동남아시아에서 잉글랜드의 영향력은 축소되었고, 네덜란드가 지배권을 강화했다. 하지만 일단 같은 양의 금과 교환된 적이 있었을 정도의 고급품이었던 향료의 가격은 점차 하락했다. 이에 따라 네덜란드의 세계적 지위도 떨어지기 시작했다. 이에 반해 새로운 해외 거점을 인도에 요구한 잉글랜드는 좋은 면제품의 대량 생산으로 국력을 키웠다.

## 같이 보기
- 인도네시아의 역사

## 참고 문헌
- Coolhaas, W. Ph., "Aanteekeningen en opmerkingen over den zoogenaamden Ambonschen moord", in: Bijdragen tot de Taal-, Land- en Volkenkunde van Nederlandsch-Indië, Vol. 101 (1942), p. 49–93
- Evans, M.D. (1998): Preventing Torture: A Study of the European Convention for the Prevention of Torture and Inhuman or Degrading Treatment or Punishment, Oxford U.P.; 512 pages, ISBN 0-19-826257-4
- Hunter, W.W., Roberts, P.E. (1899): A History of British India, Longman, Green & Co.
- Jourdain, J. e.a. (1905): The Journal of John Jourdain, 1608–1617, Describing His Experiences in Arabia, India, and the Malay Archipelago, Hakluyt Society
- Markley, R. (2006): The Far East and the English Imagination, 1600–1730, Cambridge U.P.; 324 pages ISBN 0-521-81944-X
- Milton, G., Nathaniel’s Nutmeg: How one man's courage changed the course of history, 2000 Sceptre; 400 pages, ISBN 0-340-69676-1
- Records of the special committee of judges on the Amboyna Massacre (Ambonse moorden), at the Nationaal Archief of the Netherlands in The Hague (part of the records of the Staten Generaal, records number 1.01.07, inventory number 12551.62)
- A Reply to the Remonstrance of the Bewinthebbers or Directors of the Dutch East-India Company, East-India Company (1632)
- Shorto, R., The Island at the Center of the World. Doubleday 2004
- Schmidt, B. (2001): Innocence abroad: The Dutch imagination and the New World, 1570–1670, Cambridge University Press; 480 pages, ISBN 0-521-80408-6
- Zwicker, S.N. (2004): The Cambridge Companion to John Dryden, Cambridge U.P., 318 pages ISBN 0-521-53144-6